# Slag bij Kolin
De Slag bij Kolin was een veldslag op 18 juni 1757 in de Zevenjarige Oorlog nabij de stad Kolin.
Een Pruisisch leger van 32.000 man onder Frederik de Grote bevocht een Oostenrijks leger van 44.000 man onder veldmaarschalk graaf Leopold Joseph von Daun. De Pruisen verloren de slag en bijna hun halve leger, 14.000 man. De Oostenrijkers verloren 9.000 man.
De slag ontstond doordat de altijd voorzichtige Daun van keizerin Maria Theresia de opdracht kreeg om de belegerde stad Praag te ontzetten. Die werd door de Pruisen belegerd nadat een Oostenrijkse leger de slag bij Praag verloren had.
Frederik werd door de naderende Daun gedwongen zijn leger te splitsen. De helft liet hij bij Praag, waarin een Oostenrijks leger opgesloten zat; met de andere helft trok hij op tegen Daun.
Ondanks zijn numerieke minderheid koos Frederik voor de aanval. De door de Thebaanse falanx geïnspireerde schuine slagorde, die hem in latere slagen de overwinning zou bezorgen, werd echter slecht gecoördineerd en Daun kon zijn troepen steeds op de juiste punten concentreren.
Door deze uitslag moest Frederik het beleg om Praag opbreken. Het was zijn eerste grote nederlaag. Bij deze slag beet hij zijn vluchtende soldaten de historisch geworden woorden toe: 
Ihr verfluchten Racker, wollt ihr denn ewig leben?,
later geromanceerd tot Du Hunde! Wollt Ihr ewig leben?.